# 硬叶砂藓
硬叶砂藓（学名：Racomitrium barbuloides）为紫萼藓科砂藓属下的一个种。

## 扩展阅读
- 維基物種上的相關：硬叶砂藓